# Halo: Il protocollo Cole
Il protocollo Cole è il quarto libro pubblicato in italiano riguardante la saga di Halo. Tratta la vicenda del capitano Jacob Keyes e del Grey Team di Spartan che si recano in un complesso di asteroidi chiamato Rubble, abitato da umani che sono venuti a contatto con i Covenant eppure sono sopravvissuti. Lo scopo degli alieni è procurarsi i dati della Terra e delle altre colonie. I problemi arrivano quando sale al comando un Elite spietato.

## Trama
Codice crittografo: ROSSO

Chiave pubblica: file /FIRST LIGHT/

Mittente: H. T. Ward, UNSC/NAVCOM

Destinatario: Tutto il personale dell'UNSC

Oggetto: Ordine Generale 098831A-1 ("Protocollo Cole")

Classificazione: Riservata (Direttiva BGX)

Per salvaguardare le Colonie Interne e la Terra, è fondamentale che nessun vascello o stazione dell'UNSC sia catturato con dati di navigazione intatti che potrebbero condurre le forze Covenant ai sistemi occupati dalla popolazione civile umana.

Nel caso venga rilevata una qualsiasi forza Covenant:

1. Attivare la cancellazione selettiva dei database su tutte le reti interne alle navi o sui pianeti.

2.Eseguire una verifica tripla che tutti i dati siano stati eliminati ed eventuali backup neutralizzati.

3. Lanciare ripulitori virali ricorosivi(è possibile scaricare l'ultima versione all'indirizzo UNSCTTP://EPWW:COLEPROTOCOL/VIRTUALSCAV//FBR.091).

4.In caso di ritirata dalle forze Covenant, tutte le navi devono entrare nell'iperspazio su vettori casuali, non diretti verso la Terra o qualsiasi altro centro popolato da esseri umani.

In caso imminente di cattura da parte delle forze Covenant tutte le navi dell'UNSC DEVONO obbligatoriamente autodistruggersi.

La violazione di questa direttiva sarà considerata un atto di tradimento secondo il codice militare dell'UNSC punibile in base agli articoli JAG 845-P e JAG 7556-L con la condanna o morte o carcere a vita.»
(Il protocollo Cole)
Durante la guerra tra umani e Covenant nel sistema che gli alieni chiamano 23 Librae un pianeta noto come Madrigal è stato vetrificato. Gli uomini sopravvissuti si rifugiano in un anello di asteroidi intorno al pianeta Hesiod, creando un ecosistema all'interno dei massi e collegandoli attraverso condotti. Questa struttura assume il nome di Rubble. Qui umani, tra cui anche Insurrezionisti (ribelli all'UNSC, United Nations Space Command) verranno a contatto con i Kig Yar (o Jackal), alieni simili a piccoli dinosauri noti per essere mercanti e pirati. Queste creature cercheranno di ottenere i dati riguardanti la posizione della Terra per conto del Profeta della Verità, facendo credere di risparmiare in cambio la vita degli uomini. I 12 consiglieri del Rubble affidano il compito di nascondere i dati a Ignatio Delgrado, ma la situazione cambia quando il suo amico Melko viene ucciso in un agguato. Fortunatamente Ignatio incontra la squadra grigia degli Spartan, un gruppo di incursori col solo obbiettivo di guastare le linee nemiche, formata da Adriana, Jay e Mike. Inoltre capisce che all'interno del consiglio qualcuno cospira con gli alieni. Nel frattempo arriva intorno a Hesiod la nave spia dell'UNSC Middsummer Night, seguendo la nave insurrezionista Kestrel, con l'intento di scoprire cosa stia succedendo. Colta di sorpresa dal Rubble verrà catturata e l'equipaggio imprigionato. L'ufficiale di grado più alto è Jacob Keyes. Poiché la missione affidata da Verità ai Kig Yar sul Rubble è segreta, il Profeta del Rimpianto sospettando di mercati neri vicino a Metisette (o Hesiod), invia una nave comandata da uno spietato Elite chiamato Thel, affiancata da una nave Kig Yar e da una Jiralhanae. Queste ultime tradiranno gli Elite, che verranno catturati, ma che al tempo stesso verranno a conoscenza di ciò che sta accadendo. I pochi rimasti, tra cui Thel, riescono a fuggire ed a rubare una navetta, dirigendosi in base alle loro informazioni su Hesiod. Lì catturano Reth, il Kig Yar che tratta con gli umani e che sta crescendo un esercito di Unggoy, visto che necessitano di metano e Metisette è un pianeta gassoso, per dimostrare che i Kig Yar sono superiori agli Elite. Sfortunatamente per questi ultimi Reth riesce ad evadere dalla loro nave e loro proseguono ugualmente verso il Rubble dirigendosi verso la nave Kig Yar attraccatavi. Ignatio Delgrado viene catturato dalle guardie di un membro del consiglio, Bonifacio, che si scoprirà essere l'insurrezionista che collabora con gli alieni. A causa di un inganno dice dove si trovano i dati che conducono alla Terra  viene imprigionato in una camera pressurizzata, attendendo aiuto dagli Spartan, che ha contattato con un microtrasmettitore. L'intelligenza artificiale Juliana, che prima si trovava su Madrigal e che in seguito è diventata l'IA insurrezionista che controllava il Rubble, ha notato dalla navetta degli Spartan, i quali l'avevano prelevata, che tra i Covenant ci sono movimenti, così chiede di essere portata sulla nave Kig Yar Saccheggio Sistematico (la stessa puntata dagli Elite), per entrare a conoscenza della situazione. Per questa missione i super soldati liberano l'equipaggio della Middsummer Night, poi Delgrado ed infine raggiungono la nave aliena. Quando Juliana si inserisce nel sistema e scopre che l'attacco dei Covenant al Rubble sta per iniziare gli Elite arrivano e iniziano a combattere contro gli umani.